# Observatoire de la biodiversité
Un observatoire de la biodiversité est un observatoire de l'environnement, spécifiquement destiné à l'observation de la biodiversité. Il peut être spécifique à un territoire donné (à l'échelle nationale, régionale, départementale, ville ou agglomération, ou à une autre échelle), et/ou thématique (exemples : Observatoire des Galliformes de Montagne, Observatoire Agricole de la Biodiversité) . 
Ils sont généralement publics ou associatifs (éventuellement construits par une organisation non gouvernementale), collectant et centralisant des données sur le thème de la biodiversité (état des lieux qualitatif et quantitatif), sous forme d'indicateurs (dont bioindicateurs), pour la connaissance, la cartographie, la surveillance, la gestion et/ou l'élaboration et l'évaluation des politiques de gestion, restauration ou protection de la biodiversité (et/ou d'évaluation et rétro-correction de ces politiques).
Ils mobilisent à la fois des experts thématiques, des profils techniques (géomatique, data scientist...) et des parties prenantes (représentants d'associations, d'instituts de recherche scientifiques ou d'autres établissements publics ou privés).

## Fonctions des observatoires de la biodiversité
Une première mission, générale, est d'acquérir des données et des indicateurs (d'état, pressions et réponses). Celles-ci peuvent être nécessaires pour répondre aux engagements de la Convention sur la diversité biologique adoptée à Rio en 1992, qui stipule en effet qu'en 2010, tous les états du monde vont devoir publier le bilan de leurs avancées concernant la conservation de la biodiversité. Dans l'UE, les États-membres et certaines administrations doivent aussi rendre des comptes au parlement ou à la Commission européenne en matière de biodiversité. Les observatoires permettent aussi de hiérarchiser les priorités, et partager l'information avec la société civile et certaines ONG environnementales.

Des lacunes apparaîtront inévitablement dans les données, que les observatoires pourront alors identifier, classer et hiérarchiser en termes d'enjeux pour tenter de les combler (ex : environnement nocturne, diversité microbienne, diversité des espèces vivant sous le sol, dans le bois-mort, dans les eaux profondes, etc.).
Outre cette mission d'acquisition et de rendu de faits et données (le « porté à connaissance »), trois autres approches complémentaires sont ou non retenues par ces observatoires ;
- Fonction de recherche fondamentale ; sur le fonctionnement des écosystèmes et des réseaux écologiques, les liens entre biodiversité et climat, les processus de résilience écologique et leurs limites, etc.
- Fonctions applicatives ; pour appuyer ou valider certaines certifications (écocertification, écosociocertification...), ou méthodes et stratégies de génie écologique visant à restaurer, protéger et gérer la biodiversité. Les indicateurs suivis peuvent ainsi améliorer la réalisation, le fonctionnement et l'évaluation des corridors biologiques restaurés dans le cadre des réseaux écologiques et trames vertes. Les données collectées et synthétisées peuvent aussi servir à alimenter le profil environnemental régional ou local quand il existe) et/ou à produire des documents d'aide et de conseil ou compléter divers outils d'aménagement du territoire (ex : Plan local d’urbanisme, les chartes environnementales, plans et schéma d’aménagement ou de gestion (dont gestion différentiée..., SCOT intercommunaux, Espace naturel sensible, réserves naturelles régionales, etc. Il peut aussi compléter le travail d'intégration de la trame verte et bleue et plus généralement de prise en compte de la biodiversité (ordinaire ou non) dans les SCOTs (par exemple l'observatoire de la biodiversité du Nord-Pas-de-Calais a publié fin 2014 un « État des lieux de la biodiversité dans les territoires des Schémas de cohérence territoriale »[3] librement consultable et utilisable par les habitants et collectivités.
- Fonctions prospectives ; De la même manière que pour le climat, des modèles peuvent proposer divers scénarios capables d'éclairer les décideurs et le public, pour l'aménagement.

Selon leurs moyens et missions, et selon leur territoire de compétence, ces observatoires peuvent considérer diverses échelles spatiotemporelles ; du local (ex : diversité microbienne ou de la microfaune d'un sol, observatoire des impacts d'une autoroute par exemple) à des échelles plus globales. 
En Europe, des observatoires ou moyens de mesure doivent aussi être mis en place pour mesurer le respect des objectifs de la directive cadre sur l'eau (bon état écologique des milieux aquatiques et zones humides d'ici 2015)

## Données observées
Aucun moyen scientifique ou technique disponible ne permettrait d'observer ni même connaître toute la biodiversité (on ne connait qu'un peu plus de 1,4 million d'espèces, sur un total estimé de 30 à 100 millions). Les observatoires s'intéressent donc prioritairement à des espèces patrimoniales, espèces clé, espèces déterminantes ou jugées bioindicatrices. Des approximations sont ensuite possibles sur la base d'extrapolation de données acquises dans les différents habitats. 

Comme dans le domaine du développement durable, il n'existe pas de mesure absolue de la biodiversité, mais on admet de l'évaluer au moyen d'indicateurs.
Les observatoires de la biodiversité chercheront donc à évaluer et croiser :
- des Indicateurs de biodiversité (sauvage et/ou domestique) aux échelles génétiques et des espèces, populations, biocénoses, communautés et écosystèmes et/ou ;
- des données (descripteurs) concernant les habitats et leur degré de naturalité, fragmentation, etc. et/ou ;
- des données temporelles (ex : évolution des taux d’extinction[4] ou de régression d'espèce ou de diversité génétique)
- des données concernant les réseaux écologiques et leurs fonctionnalités, et/ou ;
- des données concernant les relations Homme-biodiversité (« état », « pression », « réponse »..)

Ces données concernent différents niveaux écologiques (de la diversité génétique à celle qui existe à l'échelle des biomes ou de la biosphère), biogéographiques et séries temporelles. Elles peuvent concerner les espèces sauvages, mais aussi domestiquées ou présentant un intérêt pour la médecine, l'industrie pharmaceutique et agroalimentaire et chimique en particulier).
Un observatoire de la biodiversité s'intéresse tant aux espèces ou habitats existants (menacés ou non), qu'à ceux qui ont disparu (récemment ou non, dans le cas d'une écologie rétrospective) s'appuyant notamment sur la palynologie, ainsi qu'à leurs fonctions et interactions.
Elles sont rassemblées ou agrégées pour prendre tout leur sens, éventuellement au sein d'une structure ou d'un système supra-national (Europe, ONU, OCDE.. avec Imoseb par exemple).

### Origine des données
Leurs sources sont variées (scientifiques, associatives et/ou provenant de conservatoires, bureaux d'études…), actuelles ou plus anciennes (herbiers, collections et inventaires naturalistes, particulières ou de musées..) ; Des études ponctuelles (études d'impacts par exemple) peuvent apporter des données complémentaires.

## Dans le monde

### En Europe
Un observatoire de la biodiversité, efficace à l'échelle européenne (voire à celle un peu plus large du réseau écologique paneuropéen) a été en 2009 suggérée par le Comité des Régions d'Europe. « Le Comité des Régions invite à la mise en place d’un important "Observatoire de la biodiversité" (…). Il est souhaitable que celui-ci soit alimenté par des observatoires à des échelles nationales, régionales et autres niveaux infranationaux »

#### EnFrance

##### Observatoire national de la biodiversité
L’Observatoire national de la biodiversité (ONB) est un dispositif partenarial piloté et animé par l'Office français de la biodiversité. Il est l'un des services composant le système d'information sur la biodiversité.
L'ONB vise à rendre compte, à l'échelle de la France entière (métropole et outre-mer) : 
- de l’état et de l’évolution de la biodiversité,
- des pressions qui l’affectent
- et des réponses mises en place par la société

À cette fin, l'ONB met à disposition de tous des informations précises et documentées, essentiellement sous la forme d'indicateurs de biodiversité à l'échelle nationale. L'ONB produit également des cartes et publications thématiques. Ses travaux font l'objet d'une évaluation scientifique indépendante, et sont publiés sur le portail naturefrance.fr.

##### Observatoires de la biodiversité à l'échelle régionale ou territoriale
Les observatoires suivants répondent, à l'échelle régionale ou locale, aux trois critères :  
1. réaliser un suivi de l’état et de l’évolution de la biodiversité, et si possible des pressions qu’elle subit et des réponses et mesures de protection, à travers notamment des indicateurs ;
2. être portés par une structure pérenne et possèdent une gouvernance propre à garantir la rigueur des informations diffusées ;
3. diffuser toutes ces informations sur un site web accessible au public.

 À l'échelle régionale (Observatoires Régionaux de la Biodiversité)
- Auvergne-Rhône-Alpes[6]
- Bourgogne-Franche-Comté[7]
- Bretagne[8]
- Centre-Val de Loire[9]
- Grand Est[10]
- Hauts-de-France[11]
- Ile-de-France[12]
- Normandie[13]
- Nouvelle-Aquitaine[14]
- Occitanie[15]
- Provence-Alpes-Côte d'Azur[16]

 À l'échelle départementale
- Savoie[17]
- Seine-Saint-Denis[18]
- Martinique[19]
- Nouvelle-Calédonie[20]

Autres échelles
- Garonne[21]
- Lorraine Nord[22]
- PNR d'Armorique[23]
- PNR des caps et marais d'Opale[24]
- PNR du Marais Poitevin[25]
- PNR du Pilat[26]
- PNR Livradois-Forez[27]
- Terres australes et antarctiques françaises[28]

##### Exemples d'observatoires thématiques
- Observatoire des Galliformes de Montagne[1]
- Observatoire Agricole de la Biodiversité[2]
- Observatoire de la Biodiversité Littorale et Côtière (OBLIC)

#### EnSuisse
En Suisse, la biodiversité est suivie par le Monitoring de la biodiversité en Suisse, un programme de l’Office fédéral de l'environnement (OFEV) lancé en 2001.